# کاتالدو آمودی
کاتالدو آمودی (maestro del coro; ۶ مهٔ ۱۶۴۹ – ۱۳ ژوئیهٔ ۱۶۹۳) آهنگساز ایتالیایی دوره باروک بود.